# Rezolucja Zgromadzenia Ogólnego ONZ nr 498
Rezolucja Zgromadzenia Ogólnego ONZ nr 498 została przyjęta 1 lutego 1951 r.
Zgromadzenie potępiło w niej agresję Chińskiej Republiki Ludowej, wezwało jej żołnierzy do opuszczenia Korei, a państwa członkowskie Organizacji Narodów Zjednoczonych do dalszego wspierania wojsk ONZ w Korei..